# Pleurostachys sparsiflora
Pleurostachys sparsiflora är en halvgräsart som beskrevs av Carl Sigismund Kunth. Pleurostachys sparsiflora ingår i släktet Pleurostachys och familjen halvgräs. Inga underarter finns listade i Catalogue of Life.